# Jimmy Webb
James Layne "Jimmy" Webb (Elk City, Oklahoma; 15 de agosto de 1946) es un cantautor y compositor estadounidense. Ha escrito numerosos clásicos que alcanzaron ventas de platino incluyendo "Up, Up and Away", "By the Time I Get to Phoenix", "Wichita Lineman", "Galveston", "The Worst That Could Happen", "All I Know", y "MacArthur Park". Sus canciones han sido interpretadas por muchos artistas contemporáneos incluyendo Guns and Roses, The 5th Dimension, Glen Campbell, The Supremes, Richard Harris, Johnny Maestro, Frank Sinatra, Thelma Houston, The Temptations, Barbra Streisand, Art Garfunkel, Joe Cocker, Judy Collins, Donna Summer, Linda Ronstadt, America, Amy Grant, John Denver, Johnny Cash, James Taylor, Billy Joel, Tom Jones, Michael Feinstein, Rosemary Clooney, R.E.M., y Carly Simon.
Webb fue incluido en el Salón de la Fama de los Compositores en 1986 y al Salón de la Fama de Compositores de Nashville en 1990. Recibió el Premio a la trayectoria de la Academia Nacional de Compositores en 1993, el premio Johnny Mercer por el Salón de la Fama de Compositores en 1993, el premio ASCAP "Voz de la Música" en 2006 y el premio Premio Ivor Novello en 2012. De acuerdo con BMI, su canción "By the Time I Get to Phoenix" fue la tercera canción más interpretada en cincuenta años entre 1940 y 1990. Webb es el único artista en la historia que ha recibido el Premio Grammy por música, letra e instrumentación.

## Primeros años
James Layne Webb nació el 15 de agosto de 1946 en Elk City (Oklahoma). Su padre, Robert Lee Webb, fue un ministro bautista y exmiembro del Cuerpo de Marines de los Estados Unidos que presidió iglesias rurales en el suroeste de Oklahoma y el oeste de Texas. Con el apoyo de su madre, Webb aprendió a tocar el piano y el órgano. Alrededor de los 12 años de edad comenzó a tocar en el coro de la iglesia de su padre, acompañado por su padre en la guitarra y su madre en el acordeón, Webb creció en un hogar religioso y conservador donde su padre restringió la radio para que no escuchara música country y música góspel de blancos.
Durante la década de 1950, Webb comenzó a aplicar su creatividad a la música que estaba tocando en la iglesia de su padre, con frecuencia improvisando y re-ordenando himnos  En ese momento comenzó a escribir canciones religiosas pero su dirección musical pronto fue influenciada por la nueva música que se comenzó a toca en la radio, incluyendo la música de Elvis Presley. En 1961, a la edad de 14 años, compró su primer disco "Turn Around, Look at Me" de Glen Campbell. Webb se sintió atraído por la distintiva voz de la cantante.
En 1964, Webb y su familia se mudaron al Sur de California, donde asistió al Colegio del Valle de San Bernardino estudiando música. Tras la muerte de su madre en 1965, su padre hizo planes para regresar a Oklahoma. Webb decidió quedarse en California para continuar sus estudios en música y seguir su carrera como compositor en Los Ángeles. Webb recordaría más tarde la advertencia de su padre acerca de sus aspiraciones musicales, diciendo: "Esta cosa de la composición va a romper tu corazón." Sin embargo, al ver la determinación de su hijo, le dio 40 dólares, diciendo: "No es mucho, pero es todo lo que tengo."

## Primeras composiciones exitosas
Después de transcribir la música de otras personas para una pequeña editorial de música, Webb firmó un contrato de composición de canciones con Jobete Music, la empresa de edición de Motown Records. La primera grabación comercial de una canción de Jimmy Webb fue "My Christmas Tree" de The Supremes, que aparecería en su álbum de 1965 Merry Christmas.  Al siguiente año, Webb conoció al cantante y productor Johnny Rivers, quien lo contrató para editar y grabar su canción "By the Time I Get to Phoenix" de su álbum de 1966 Changes.
En 1967, Rivers volvió con Webb para crear las canciones de un nuevo grupo que Rivers estaba produciendo llamado The 5th Dimension. Webb contribuyó con cinco canciones de su álbum debut Up, Up and Away. La canción "Up, Up and Away" fue lanzada como un sencillo en mayo de 1967 y alcanzó el Top Ten. El siguiente álbum del grupo, The Magic Garden, también lanzado en 1967 contenía once canciones de Jimmy Webb, incluyendo "The Worst That Could Happen". En noviembre de 1967, Glen Campbell lanzó su versión de "By the Time I Get to Phoenix", que alcanzó en número 26 y se convirtió al instante en un estándar pop. En los Premios Grammy En 1967, "Up, Up and Away" fue nombrado Disco y Canción del Año. "Up, Up and Away" y "By the Time I Get to Phoenix" recibieron entre los dos ocho Premios Grammy. El éxito de Webb como un nuevo compositor destacado se convirtió en el dilema central de su carrera. Mientras sus sofisticadas melodías y orquestaciones fueron abrazadas por un público mayoritario, sus compañeros estaban adoptando sonidos de la contracultura. Webb se estaba adelantándose a las creaciones de su época.
En 1968, la revista Time reconoció el alcance, la habilidad y el "regalo para fuertes, ritmos variados, estructuras inventivas y las ricas pero a veces sorprendentes armonías". Ese año, la serie de canciones exitosas de Jimmy Webb continuó con las canciones "Paper Cup" y "Carpet Man" de The 5th Dimension alcanzando el Top 40, Wichita Lineman de Glen Campbell vendiendo más de un millón de copias y Johnny Maestro & The Brooklyn Bridge logrando un disco de oro con "The Worst That Could Happen", una canción originalmente grabada por The 5th Dimension.  Webb formó su propia compañía de producción y edición de ese año, Canopy, y logró su primer éxito con su primer proyecto, un álbum poco común con el actor irlandés Richard Harris cantando un álbum con todas las canciones de Jimmy Webb. Una de las canciones, "MacArthur Park", fue una larga y compleja pieza con múltiples movimientos que fue originalmente rechazada por el grupo The Association. A pesar de los siete minutos y veintiún segundos de longitud de la canción, la versión de Richard Harris alcanzó el segundo lugar de los Hot 100 el 22 de junio de 1968. El álbum de Richard Harris, A Tramp Shining se mantuvo en las listas durante casi un año. Webb y Harris produjeron un nuevo álbum, The Yard Went On Forever, que también fue exitoso. En los Premios Grammy de 1968, Webb obtuvo premios las canciones "By the Time I Get to Phoenix", "Wichita Lineman", y "MacArthur Park".
En 1969, Glen Campbell continuó la racha de Jimmy Webb con el disco de oro "Galveston" y "Where's the Playground Susie". Webb y Campbell se conocieron por primera vez durante la producción de un comercial de General Motors. Webb llegó a la grabación con su cabello con corte al estilo de the beatles  y se acercó al cantante conservador, quien levantó la vista de su guitarra y dijo: "Córtate el pelo". Ese mismo año, dos canciones de Jimmy Webb se volvieron hits por segunda ocasión con la conmovedora versión de Isaac Hayes de "By the Time I Get to Phoenix" la versión country de Waylon Jennings ganadora del Grammy "MacArthur Park". Webb finalizó el año escribiendo, arreglando y produciendo el primer álbum de Thelma Houston Sunshower (álbum). A medida que la década llegó a su fin, también lo hizo la cadena de sencillos de Webb que alcanzaban el éxito. Comenzó a retirarse del proceso de formulación en el que había trabajado y comenzó a experimentar con su música. Inició una obra musical semiautobiográfica en Broadway llamada His Own Dark City, la cual refleja el desplazamiento emocional que sentía en ese momento. Además escribió música para las películas How Sweet It Is! y Tell Them Willie Boy Is Here.

## Años como cantante y compositor
La carrera de Webb como cantante y compositor tuvo un mal comienzo con el álbum "falsificado"Jim Webb Sings Jim Webb, lanzado por Epic Records en 1968. Según Webb, el álbum fue producido "por un grupo de rufianes de algunos viejos demos míos que fueron maquillados para sonar como 'MacArthur Park'".
A partir de 1970, Webb lanzó seis álbumes originales con sus propias canciones Words and Music (1970), And So: On (1971), Letters (1972), Land's End (1974), El Mirage (1977),  y Angel Heart (1982). A pesar de la crítca que siguió cada uno de estos proyectos, Webb nunca ha sido tan exitoso como intérprete en comparación con como lo ha sido en su faceta de compositor y arreglista. Cada álbum se destacó por su música inventiva y letras memorables.
El álbum debut de Webb como intérprete, Words and Music, fue lanzado con Reprise Records a finales de 1970 con críticas positivas. El escritor de Rolling Stone, Jon Landau llamó a uno de los cortes del álbum "P.F. Sloan", una obra maestra [que] no podría mejorarse". El álbum también cuenta con la ambiciosa trilogía de canciones "Music for an Unmade Movie" El siguiente álbum de Webb de 1971, And So: On, resultó igualmente atractivo.   Rolling Stone, declaró al álbum "otro paso impresionante en la conspiración para recuperar su identidad a partir de las amas de casa de América y con razón lo instalé a la vanguardia de los compositores/intérpretes contemporáneos". El álbum cuenta con las canciones "Met Her on a Plane", "All My Love's Laughter", y "Marionette".
El álbum de Webb de 1972 Letters, en el que cuenta su propia versión de "Galveston", fue recibida con elogios similares. El crítico de música Bruce Eder llamó a Letters el 'más sorprendente, diverso y posiblemente el más satisfactorio de todos los primeros LPs de Jimmy Webb" y "sin duda, el mejor álbum de Webb en solitario" En su reseña del álbum, Peter Reilly de Stereo Review escribió "Jimmy Webb es la figura emergente más importante de la música pop desde Bob Dylan" El álbum también contiene "Campo de Encino", un homenaje a su residencia de Encino, California en la década de los 70’s "When Can Brown Begin", y "Piano".
En 1974, Webb lanzó Land's End con Asylum Records. A diferencia de sus discos anteriores, que tendían a tener menor trabajo de producción, Webb fue capaz de lograr un pop-rock en Land's End, que fue grabado en Inglaterra con la ayuda de una sesión con un grupo de estrellas que incluyeron a Joni Mitchell, Ringo Starr, y Nigel Olsson. El álbum contiene "una coherencia temática en la que muchas de sus canciones eran cuentos de discordia romántica" Mientras Webb continuó mejorando como cantante, "aún no había encontrado una identidad como solista" El álbum incluía canciones como "Ocean in His Eyes", "Just This One Time", y "Crying in My Sleep".
En 1977 Webb lanzó 'El Mirage con Atlantic Records. Producido, arreglado y conducido por el ex productor de The Beatles, George Martin, el álbum de Webb fue "el esfuerzo más pulido hasta entonces como interprete". William Ruhlmann observó "Estas fueron exuberantes pistas llenas de sabor y cálidas estructuras en las que el delgado tenor de Webb fue impulsado por numerosas voces de fondo, el conjunto es un excelente ejemplo del estilo conocido como "El Pop de la Costa Oeste" El álbum contiene varias composiciones fuertes, incluyendo "The Highwayman", la cual se convertiría después en el hit country número uno por Waylon Jennings, Willie Nelson, Johnny Cash y Kris Kristofferson, quienes llamaron a su súper grupo The Highwaymen después de la canción con el mismo nombre. Su versión de "The Highwayman" ganó un Premio Grammy por la Mejor Canción Country. El Mirage además contiene las canciones "If You See Me Getting Smaller I'm Leaving", una buena versión arreglada de "P.F. Sloan", y "The Moon Is a Harsh Mistress", las que ya habían sido grabadas por Joe Cocker, Glen Campbell, y Judy Collins. A pesar de la crítica positiva en respuesta al álbum, El Mirage no tuvo éxito en la re definición de Webb como intérprete en el grado que él esperaba
El álbum final de Webb como solista de este periodo, Angel Heart, fue lanzado en 1982 con Lorimar Records. Como su predecesor, el álbum se basó en el talento de las sesiones de los mejores músicos de Los Ángeles para producir un clásico sonido pop de la Costa Oeste, realzado por las armonías de los invitados vocales como Gerry Beckley, Michael McDonald, Graham Nash, Kenny Loggins, Daryl Hall, y Stephen Bishop. A diferencia de sus discos en solitario anteriores, Angel Heart carecía de calidad asociada por lo general a los materiales asociados con el compositor. Además de "Scissors Cut" y "In Cars", los cuales fueron previamente grabados por Art Garfunkel, el álbum ofrecía pocos puntos altos, a pesar de su pulida producción. Pasó una década antes de que Webb lanzara su siguiente disco en solitario.

## De compositor a proyectos más largos
A lo largo de la década de los 70 e inicios de los 80, las canciones de Webb se continuaron grabando por algunos de los artistas más exitosos de la industria. En 1977, la versión inicial del álbum Watermark de Art Garfunkel consistía exclusivamente en canciones de Webb. En 1978 la versión disco de la canción "MacArthur Park" de Donna Summer se convirtió en un sencillo en vinil con ventas multimillonarias que llegó a ser el número uno en las listas de artistas pop estadounidenses por tres semanas. En 1980, Thelma Houston grabó "Before There Could Be Me", "Breakwater Cat", "Gone", "Long Lasting Love", y "What Was that Song" para su álbum Breakwater Cat. Leah Kunkel grabó "Never Gonna Lose My Dream of Love Again" y "Let's Begin" para su álbum I Run with Trouble. El último fue presentado en vivo en 1980 por el renacido Bob Dylan. Tanya Tucker grabó "Tennessee Woman" para su álbum Dreamlovers.
En 1981, Art Garfunkel grabó "Scissors Cut", "In Cars", y "That's All I've Got to Say" para su álbum Scissors Cut, y Arlo Guthrie grabó "Oklahoma Nights" para su álbum Power of Love. En 1982, Linda Ronstadt grabó "The Moon Is a Harsh Mistress" y "Easy for You to Say" para su álbum Get Closer. El mismo año, Joe Cocker grabó "Just Like Always" para su álbum Sheffield Steel, y The Everly Brothers grabó "She Never Smiles Anymore" para su álbum Living Legends.
Entre 1982 y 1992, Webb regresó su atención de las presentaciones como solista hacia los proyectos a gran escala, como la música cinematográfica, musicales de Broadway y música clásica. En 1982 produjo la banda sonora para la película The Last Unicorn, un cuento animado para niños, con el grupo de música America interpretando las canciones. El mismo año, compuso la banda sonora para todos los episodios de las series de televisión Seven Brides for Seven Brothers.
El tema musical para la serie cómica de televisión de 1984-85 E/R fue escrita por Webb. Después, en 1985 Glen Campbell grabó las canciones de Webb  "Cowboy Hall of Fame" y "Shattered" para el álbum It's Just a Matter of Time. Y los pesos pesados de Johnny Cash, Waylon Jennings, Willie Nelson, y Kris Kristofferson grabaron "Highwayman" para el álbum Highwayman. En 1988, Toto grabó "Home of the Brave" para el álbum The Seventh One. Kenny Rankin grabó "She Moves, Eyes Follow" para el álbum Hiding in Myself.  Y en 1989, Linda Ronstadt grabó el álbum Cry Like a Rainstorm, Howl Like the Wind, en el que interpretaba cuatro canciones de Jimmy Webb: "Still Within the Sound of My Voice" (con Webb tocando el piano), "Adiós" (con arreglos de orquesta por Webb), "I Keep It Hid" (con Webb tocando el piano), y "Shattered". En 1990, John Denver grabó "Postcard from Paris" para el álbum The Flower That Shattered the Stone. En 1991, Kenny Rogers grabó "They Just Don't Make Em Like You Anymore" para el álbum Back Home Again.
En 1986 Webb produjo una cantata The Animals' Christmas, con Art Garfunkel, Amy Grant, y la Orquesta Sinfónica de Londres. La cantata habla de la historia de la Navidad desde la perspectiva de los animales.
En 1987, Webb produjo la banda sonora para la película The Hanoi Hilton. El mismo año, se reunió con Campbell para el álbum Still Within the Sound of My Voice, para el que escribió el primer sencillo. Continuaron en 1988 con el álbum Light Years con canciones casi enteramente compuestas por Jimmy Webb. El álbum incluía la canción principal, así como "Lightning in a Bottle", "If These Walls Could Speak" (la cual fue grabada por Amy Grant ese año) y "Our Movie". Dos canciones de 1982 provenientes de Seven Brides for Seven Brothers también aparecen en el álbum. La grabación además incluye las canciones "Other People's Lives", "Wasn't There A Moment", "I Don't Know How To Love You Anymore", y "Is There Love After You". Muchas de esas canciones más adelante se incluirán en álbumes de Webb como solista.
En 1992 Webb completo un musical llamado Instant Intimacy, el que desarrolló con el Repertorio Teatral de Tennessee. El musical contenía nuevas canciones que él y otros grabarían después, incluyendo "What Does a Woman See in a Man", "I Don't Know How to Love You Anymore", y "Is There Love After You". El mismo año, Webb interpretó en vivo en el club Cinegrill las canciones "What Does a Woman See in a Man" e introdujo muchas canciones nuevas, incluyendo "Sandy Cove" y un viejo himno folk, "I Will Arise".
En 1994, Webb hizo equipo con Nanci Griffith para contribuir con la canción "If These Old Walls Could Speak" para el álbum en beneficio de las AIDS llamado Red Hot + Country producido por la Red Hot Organization.
En 1997, Webb coprodujo el álbum "Film Noir" de Carly Simon y contribuyó con sus habilidades vocales, de piano y orquestación, el cual fue filmado para un documental AMC (cuyo estreno fue en 1997). Además coescribió la canción "Film Noir" con Simon. Webb repitió su rol como arreglista y coproductor en el álbum de 2008, "This Kind of Love" igualmente de Simons.

## Solista
Desde 1993, Jimmy Webb ha producido cinco álbumes aclamados por la crítica: Suspending Disbelief (1993), Ten Easy Pieces (1996), Twilight of the Renegades (2005), Just Across the River (2010), y Still Within the Sound of My Voice (2013). Ha continuado expandiendo su panorama artístico incluyendo teatro musical, comerciales, jingles y soundtracks.
En 1988, Webb terminó su primer libro, Tunesmith: Inside the Art of Songwriting, que fue publicado por Hyperion Books. Fue bien recibido por compositores e intérpretes y se convirtió en un best seller. One book reviewer described it as "a companion every serious songwriter should read, and read again, and keep handy for referral."
En los años 2000, Webb ha hablado más abiertamente sobre su regreso a la Religión Cristiana de su crianza y el rol que ha jugado en su música. Además de su cantata, 'The Animals' Christmas', siempre ha incluido canciones religiosas en sus álbumes: 'Psalm One-Five-O', 'Jerusalem' y 'I Will Arise' son algunos ejemplos. Sus letras han incluido citas bíblicos y alusiones. En una entrevista en octubre de 2007 con Nigel Bovey, editor del periódico del Ejército de Salvación, The War Cry, Webb fue bastante explícito acerca de su renovada fe.

No podía escribir una canción sin Dios, yo podría cortar las frases trilladas y lugares comunes, pero para escribir algo significativo tengo que estar en sintonía con Dios. Él es la gran fuente, mi inspiración, la corriente con la que tengo que conectar. Por desgracia yo no siempre he usado el don que me ha dado la oración respondida de la mejor manera que puedo tener. He cometido errores. He hecho cosas que desearía no haber hecho.

Webb ha declarado: Yo soy un firme creyente de Dios... Dios es importante para mí. Dios es más grande que cualquier denominación particular. No me gusta cuando la gente trata de confinarlo. No pongo ningún límite en Dios." Webb lee la Biblia del rey Jacobo
En 2007 lanzó un álbum en vivo de su presentación Live and at Large (2007), la cual fue grabada en el Reino Unido. El álbum incluye historias personales y anécdotas sobre Richard Harris, Waylon Jennings, Harry Nilsson, Glen Campbell, Art Garfunkel, Frank Sinatra, y Rosemary Clooney.
En junio de 2010, Webb lanzó Just Across the River, un álbum de canciones de Webb con arreglos nuevos que contó con colaboraciones de Vince Gill, Billy Joel, Willie Nelson, Lucinda Williams, Jackson Browne, Glenn Campbell, Michael McDonald, Mark Knopfler, J. D. Souther, y Linda Ronstadt.
En 2011 Webb fue elegido unánimemente presidente del Salón de la Fama de los Compositores, reemplazando a Hal David que fue retirado después de 10 años de esa posición.
En mayo de 2012, Webb viajó a Londres para recibir el prestigioso Premio Ivor Novello que reconoce a los escritores y compositores no británicos que han hecho una contribución extraordinaria al paisaje mundial de la música. En septiembre de 2012, Fantasy Records lanzó Glen Campbell and Jimmy Webb: In Session, un álbum colaborativo por Glen Campbell y Jimmy Webb. El álbum y su DVD que lo acompaña fueron filmados y grabados en diciembre de 1988 en Hamilton, en los estudios Ontario de la CHCH-TV como parte de la serie de conciertos canadienses In Session.
Webb continuó llevando a cabo presentaciones en los Estados Unidos y en el extranjero.

## Vida personal
En 1974, Webb contrajo matrimonio con Patsy Sullivan, una modelo -chica de portada- y la hija menor del actor de escena Barry Sullivan. La pareja se conoció posando para la revista Teen cuando ella tenía 12 años. Sullivan se ofreció a aparecer en la portada del álbum del disco como solista de Webb Angel Heart en 1982. Ellos tienen cinco hijos e hijas juntos. Dos de sus hijos formaron una banda de rock "The Webb Brothers" que después incluirían al tercer hijo de la pareja, James. The Webb Brothers lograron un gran éxito y tuvieron muchos seguidores en Europa. Ellos siguieron trabajando en la industria musical. En 2009, Webb y sus hijos colaboraron en el álbum Cottonwood Farm. Sullivan y Webb se separaron después de 22 años de matrimonio y después se divorciaron.
En 2004, Webb se casó con Laura Savini, que aparece a nivel nacional en PBS en programas de discusión. De 1996 a 2001, Savini fue Vicepresidente de Mercadotecnia y Comunicaciones en WLIW, una estación de PBS en la Ciudad de Nueva York. La pareja se conoció por primera vez en los camerinos del concierto 2000 Years: The Millennium Concert de Billy Joel en el Madison Square Garden en la noche de Año Nuevo de 1999. Se reunieron de nuevo cuando Savini entrevistó a Webb para su show de televisión local y después comenzaron a salir. Se instalaron en North Shore de Long Island.

## Premios y reconocimientos

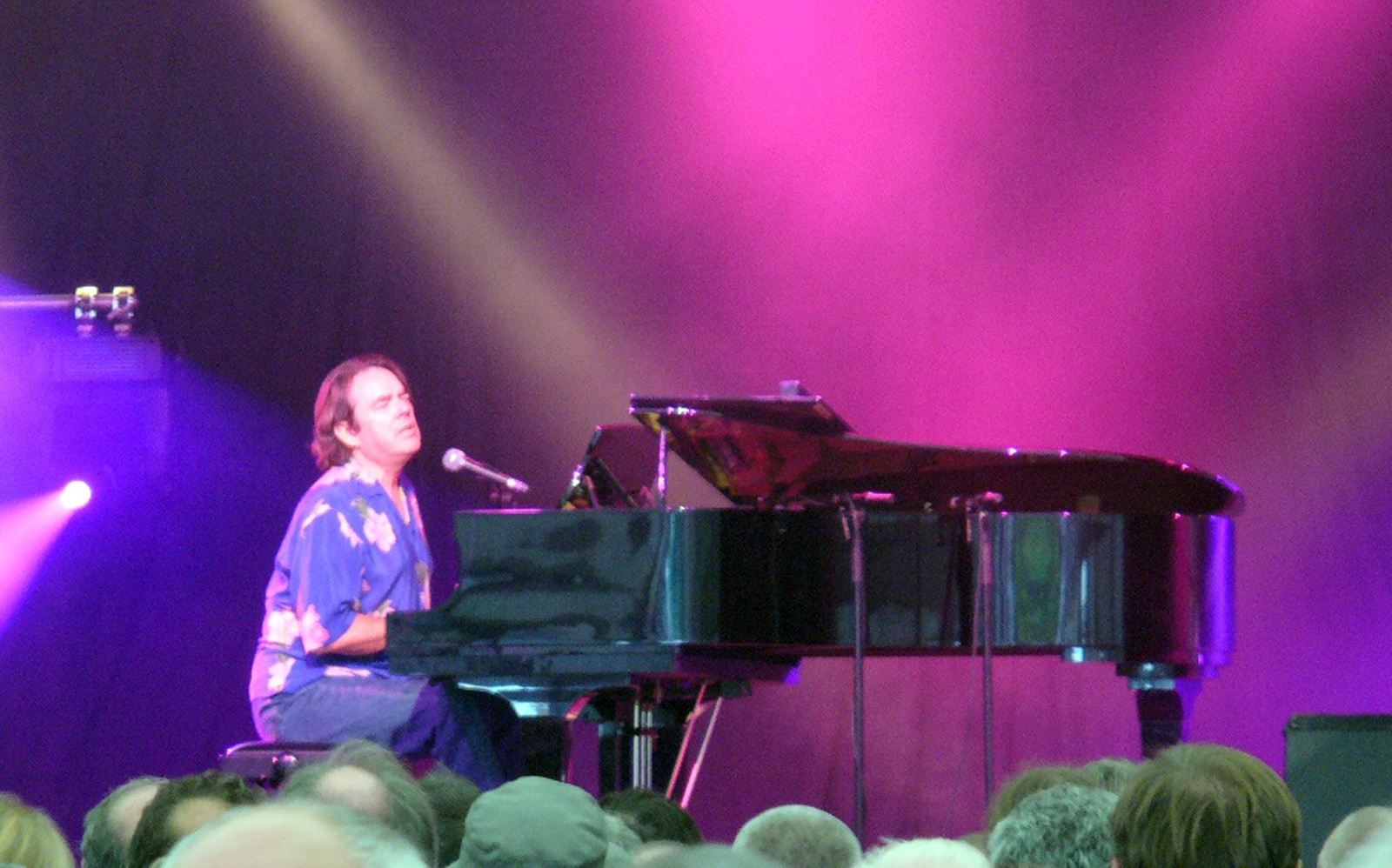
Jimmy Webb performing live, 2005

- 1967 Grammy Award for Song of the Year ("Up, Up and Away")
- 1969 Oklahoma Baptist University Phi Mu Alpha Sinfonia honorary membership, Pi Tau Chapter
- 1986 Grammy Award for Best Country Song ("Highwayman")
- 1986 National Academy of Popular Music Songwriter's Hall of Fame inductee
- 1990 Nashville Songwriters Hall of Fame inductee
- 1993 National Academy of Songwriters Lifetime Achievement Award
- 1999 Oklahoma Hall of Fame inductee
- 1999 ASCAP Board of Directors member (A 2009 de 6)
- 2000 Songwriters Hall of Fame Board of Directors member
- 2003 Songwriters Hall of Fame Johnny Mercer Award
- 2006 ASCAP "Voice of Music" Award
- 2012 Ivor Novello Special International Award[18]

## Discografía

### Álbumes Originales
- Jim Webb Sings Jim Webb (1968)
- Words and Music (1970)
- And So: On (1971)
- Letters (1972)
- Land's End (1974)
- El Mirage (1977)
- Angel Heart (1982)
- Suspending Disbelief (1993)
- Ten Easy Pieces (1996)
- Twilight of the Renegades (2005)
- Live and at Large (2007)
- Just Across the River (2010)
- Still Within the Sound of My Voice (2013)

### Álbumes colaborativos
- Up, Up, and Away (1966) by The 5th Dimension
- The Magic Garden (1967) by The 5th Dimension
- Rewind (1967) by Johnny Rivers
- A Tramp Shining (1968) by Richard Harris
- The Yard Went On Forever (1968) by Richard Harris
- Sunshower (1969) by Thelma Houston
- The Supremes Produced and Arranged by Jimmy Webb (1972) by The Supremes
- Reunion: The Songs of Jimmy Webb (1974) by Glen Campbell
- Earthbound (1975) by The 5th Dimension
- Live at the Royal Festival Hall (1977) by Glen Campbell
- Watermark (1977) by Art Garfunkel
- Breakwater Cat (1980) by Thelma Houston
- The Last Unicorn (1982) by America
- The Animals' Christmas (1986) by Art Garfunkel and Amy Grant
- Light Years (1988) by Glen Campbell
- Cry Like a Rainstorm, Howl Like the Wind (1989) by Linda Ronstadt
- Film Noir (1997) by Carly Simon
- Only One Life: The Songs of Jimmy Webb (2003) by Michael Feinstein
- This Kind of Love (2008) by Carly Simon
- Cottonwood Farm (2009) by Jimmy Webb and The Webb Brothers
- Glen Campbell and Jimmy Webb: In Session (2012) by Glen Campbell and Jimmy Webb

### Álbumes compilatorios
- Tribute to Burt Bacharach and Jim Webb (1972)
- Archive (1994)
- And Someone Left the Cake Out in the Rain... (1998)
- Reunited with Jimmy Webb 1974–1988 (1999)
- Tunesmith: The Songs of Jimmy Webb (2003)
- The Moon's a Harsh Mistress: Jimmy Webb in the Seventies (2004) (limited edition box set,  including Live at the Royal Albert Hall from 1972)
- Archive & Live (2005) (including Live at the Royal Albert Hall from 1972)